# NY Ink
NY Ink é um reality show documental americano que estreou em 2 de junho de 2011 no TLC.  A série foi renovada para uma segunda temporada em agosto de 2011, observando que a primeira temporada teve uma média de 1,3 milhão de espectadores por episódio. As filmagens para a terceira temporada começaram em agosto de 2012 com a temporada estreando em 4 de abril de 2013.

## História
Após o término do Miami Ink (2004–2008), o tatuador Ami James mudou-se para a cidade de Nova York em 2011 para realizar seu sonho de abrir um novo estúdio de tatuagem, que ele chamou de Wooster St. Social Club (agora chamado Five Points Tattoo, localizado na Rua Lafayette, 127. Aberto todos os dias, das 12h às 20h). James foi acompanhado novamente pelos produtores David Roma e Charlie Corwin para detalhar os procedimentos na loja do NY Ink.

## Elenco

### Elenco principal
- Ami James - Proprietário/Artista
- Tim Hendricks - Artista (Temporadas 1-2)
- Tommy Montoya - Artista
- Megan Massacre - Artista
- Chris Torres - Artista (Temporadas 1-2)
- Billy DeCola - Aprendiz/Artista (Temporadas 1-2)
- Robear † - Supervisor (Temporada 1-2)
- Jessica Gahring - Gerente (Temporada 1-2)
- Rodrigo Canteras - Artista (Temporada 3)
- Mike Diamond - Gerente (Temporada 3)
- Yoji Harada † - Artista (Temporada 3, Convidado temporada 2)
- Lee Rodriguez - Artista (Temporada 3, Participação temporada 2)
- Jes Leppard - Recepcionista (Temporada 3)

### Elenco de apoio
- Luke - Artista (Temporada 2)
- Eddie - Artista (Temporada 2)
- Nice Guy - Artista (Temporada2)

### Atualmente
- Ami James - Proprietário de loja e tatuador famoso de Miami Ink.
- Chris Garver
- Lango Oliveira
- Teddy Ferrer
- Rob Banks
- Yoni Zilber
- Jimmy Nascimbene
- Paulo Benevides
- Guy Waisman
- Rosie Evans
- Andrew Mann
- Christian Cervantes
- Jordan Baxter

## Episódios
| Temporada | Temporada | Episódios | Episódios | Originalmente lançado | Originalmente lançado |
| Temporada | Temporada | Episódios | Episódios | Estreia da temporada  | Final da temporada    |
| --------- | --------- | --------- | --------- | --------------------- | --------------------- |
|           | 1         | 8         | 8         | 2 de junho de 2011    | 21 de julho de 2011   |
|           | 2         | 10        | 10        | 9 de dezembro de 2011 | 1 de março de 2012    |
|           | 3         | 5         | 5         | 4 de abril de 2013    | 2 de maio de 2013     |

### 1.ª temporada (2011)
| N.º na série | N.º na temp. | Título                 | Exibição original   |
| --- | ------------ | ---------------------- | ------------------- |
| 1 | 1            | "De Volta a Nova York" | 2 de junho de 2011  |
| Em Miami, um artista de tatuagem famoso decide realizar seu sonho de abrir um estúdio de tatuagem em Nova Iorque; ele convida alguns dos melhores artistas para integrar sua equipe.                                                                |              |                        |                     |
| 2 | 2            | "Decisão Difícil"      | 9 de junho de 2011  |
| Ami James acaba de abrir um estúdio de tatuagem em Manhattan e contratou os melhores tatuadores do mundo. Depois de uma primeira semana conturbada, os problemas constantes com Chris Torres fazem Ami se perguntar se já é hora de mudar a equipe. |              |                        |                     |
| 3 | 3            | "Decepção"             | 16 de junho de 2011 |
| O estilo de vida despreocupado de Tim Hendricks ameaça o negócio de Ami. As saídas constantes de Megan fazem Ami duvidar da sua capacidade profissional.                                                                                            |              |                        |                     |
| 4 | 4            | "Sangue e Tinta"       | 23 de junho de 2011 |
| A pressão de ser o melhor amigo e aprendiz de Ami James é demais para Billy. Chris aproveita a desilusão amorosa de Megan, traída pelo namorado, para paquerá-la.                                                                                   |              |                        |                     |
| 5 | 5            | "Instabilidade"        | 30 de junho de 2011 |
| Ami percebe que os negócios não estão indo nada bem. Aliás, estão muito pior do que ele pensava. Jessica, então, decide que é hora de ajudá-lo, mas acaba causando mais problemas.                                                                  |              |                        |                     |
| 6 | 6            | "Reconsiderações"      | 7 de julho de 2011  |
| Ami precisa contar uma verdade para Jessica quando uma revista de fotografia a obriga a reavaliar seu trabalho. Robear não aguenta mais as brincadeiras intermináveis de Tommy.                                                                     |              |                        |                     |
| 7 | 7            | "Visita e Romance"     | 14 de julho de 2011 |
| Ami teme que seu negócio possa estar à beira do fracasso; a relação entre Chris e Megan, sua colega artista, começa a ficar quente. |              |                        |                     |
| 8 | 8            | "Survivor"             | 21 de julho de 2011 |
| Ami perde a paciência com Chris; Megan não sabe de qual lado ficar; o futuro da equipe é incerto quando Jenna Morasca, uma das vencedoras de Survivor, entra no estúdio para fazer uma tatuagem.                                                    |              |                        |                     |

### 2.ª temporada (2011-2012)
| N.º na série | N.º na temp. | Título                           | Exibição original       |
| --- | ------------ | -------------------------------- | ----------------------- |
| 9 | 1            | "Reis de Nova York"              | 29 de dezembro de 2011  |
| Os esforços de Ami valeram a pena e o Wooster Street Social Club se tornou o estúdio de tatuagem mais procurado de Nova York. Mas o sucesso também traz problemas.                                                                                     |              |                                  |                         |
| 10 | 2            | "Muito Dinheiro, Grandes Sonhos" | 5 de janeiro de 2012    |
| Ami decide dar uma festa para comemorar o sucesso do Wooster Street Social Club. Mas quando Megan convida Chris sem a permissão de Ami, as coisas esquentam. Jessica aposta na sorte para se aproximar do sonho de se tornar tatuadora.                |              |                                  |                         |
| 11 | 3            | "Acertando as Contas"            | 12 de janeiro de 2012   |
| Ami corre risco quando deixa seu aprendiz fazer uma tatuagem complicada; fotos comprometedoras de Megan causam alvoroço; e a atriz Tila Tequila quer fazer uma tatuagem em homenagem a seus pais.                                                      |              |                                  |                         |
| 12 | 4            | "Amor e Ódio"                    | 19 de janeiro de 2012   |
| Ami decide que é hora de visitar South Beach, já que ele não vê sua filha há muito tempo e quer matar as saudades. Ele também aproveita para relaxar um pouco. Enquanto isso, em Nova York, Megan e Jessica convidam um conhecido para visitar a loja. |              |                                  |                         |
| 13 | 5            | "Dar e Receber"                  | 26 de janeiro de 2012   |
| Uma tatuagem inspira Ami a convidar um grupo de adolescentes de áreas de risco para conhecer seu estúdio. A gozação da equipe deixa Robear furioso e acaba com o resto do dia.                                                                         |              |                                  |                         |
| 14 | 6            | "Ponto de Ebulição"              | 2 de fevereiro de 2012  |
| A tensão entre Billy e Ami chega ao ápice, e ele se vê forçado a escolher entre manter a amizade ou seguir com o aprendizado e priorizar sua carreira; as meninas levam Robear para uma rodada de "speed dating".                                      |              |                                  |                         |
| 15 | 7            | "Progredindo"                    | 9 de fevereiro de 2012  |
| Billy demite-se do Wooster Street e tenta ser tatuador em Nova York com a ajuda de Chris; Megan apaixona-se por um amigo, mas se pergunta se deveria arriscar a amizade em nome de uma paixão.                                                         |              |                                  |                         |
| 16 | 8            | "Vivendo o Sonho"                | 16 de fevereiro de 2012 |
| Jessica provoca uma comoção quando revela a Tommy, Luke e Lee que anda fazendo tatuagens fora do estúdio; Megan alerta Jessica que Ami pode resolver demiti-la caso fique sabendo; Tim leva Ami para surfar.                                           |              |                                  |                         |
| 17 | 9            | "Agora ou Nunca"                 | 23 de fevereiro de 2012 |
| Quando Ami descobre que Jessica está tatuando fora de casa, ele é forçado a optar entre demiti-la e treiná-la; Megan se muda para seu próprio apartamento, mas seu novo namorado, Joey, pode ter outros planos.                                        |              |                                  |                         |
| 18 | 10           | "Brigar ou Fugir"                | 1 de março de 2012      |
| Ao perceber que Chris não vai parar de difamá-lo, Ami resolve confrontá-lo; Joey vai viajar em turnê e Megan é forçada a escolher entre a carreira e o namorado; Ami precisa da ajuda de Tim nos negócios.                                             |              |                                  |                         |

### 3.ª temporada (2013)
| N.º na série | N.º na temp. | Título                   | Exibição original   |
| --- | ------------ | ------------------------ | ------------------- |
| 19 | 1            | "Novos Funcionários"     | 4 de abril de 2013  |
| Ami James dá as boas-vindas aos novos funcionários do Wooster St. Social Club; Megan atende um cliente que não fala inglês; o cantor Brantley Gilbert vai à loja para que Tommy Montoya complete uma tatuagem.                                      |              |                          |                     |
| 20 | 2            | "Dor nas Costas"         | 11 de abril de 2013 |
| O dia está complicado na loja e tudo se complica ainda mais quando Rodrigo chega no trabalho com muita dor nas costas; Yoji ajuda Rodrigo a encontrar um acupunturista em Chinatown; uma pegadinha dá errado.                                       |              |                          |                     |
| 21 | 3            | "Enquanto Ami Não Volta" | 18 de abril de 2013 |
| Apesar dos esforços de Lee e Yoji, Ami os impede de lidar com clientes de verdade, pois não ficou impressionada com o trabalho dos dois; Ami precisa sair, a loja fica cheia e Tommy pede a ajuda de Lee.                                           |              |                          |                     |
| 22 | 4            | "Tatuagem de Graça?"     | 25 de abril de 2013 |
| Mulher afirma que Lee ofereceu uma tatuagem grátis enquanto estavam bêbados, mas ele não lembra de nada. Lee também não sabe se traiu ou não a sua nova namorada. Enquanto isso, Megan recebe uma cliente que lê seu futuro em relação ao namorado. |              |                          |                     |
| 23 | 5            | "Clientes Insatisfeitos" | 2 de maio de 2013   |
| A loja tem que lidar com 100 clientes enfurecidos quando o convidado especial Tim não aparece; as habilidades de Tommy são testadas quando uma octagenária chega para fazer sua primeira tatuagem.                                                  |              |                          |                     |